# TUI Cruises

Logo von Mein Schiff

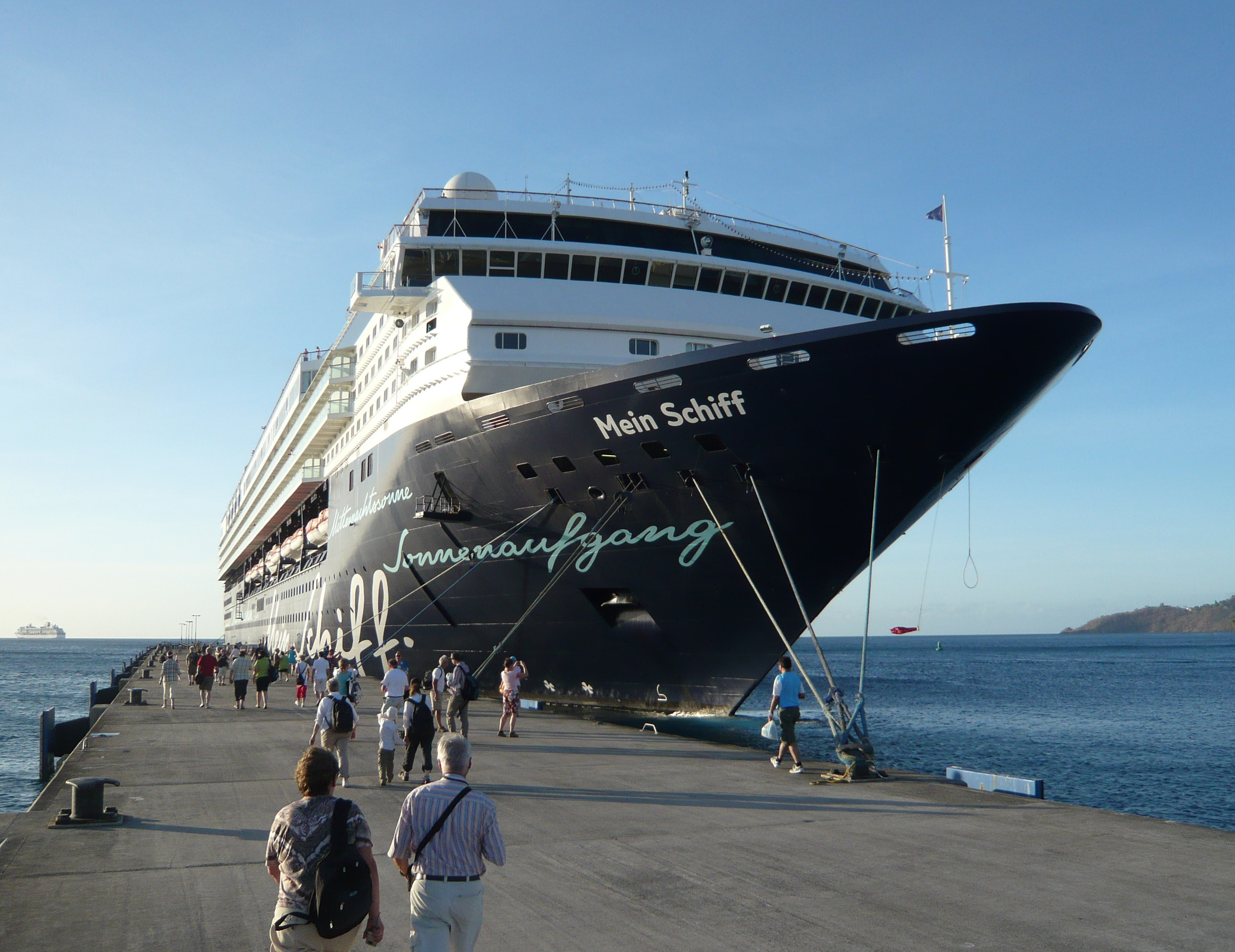
Das erste Schiff der Gesellschaft: die Mein Schiff 1 (hier noch unter dem Namen Mein Schiff; 2010)

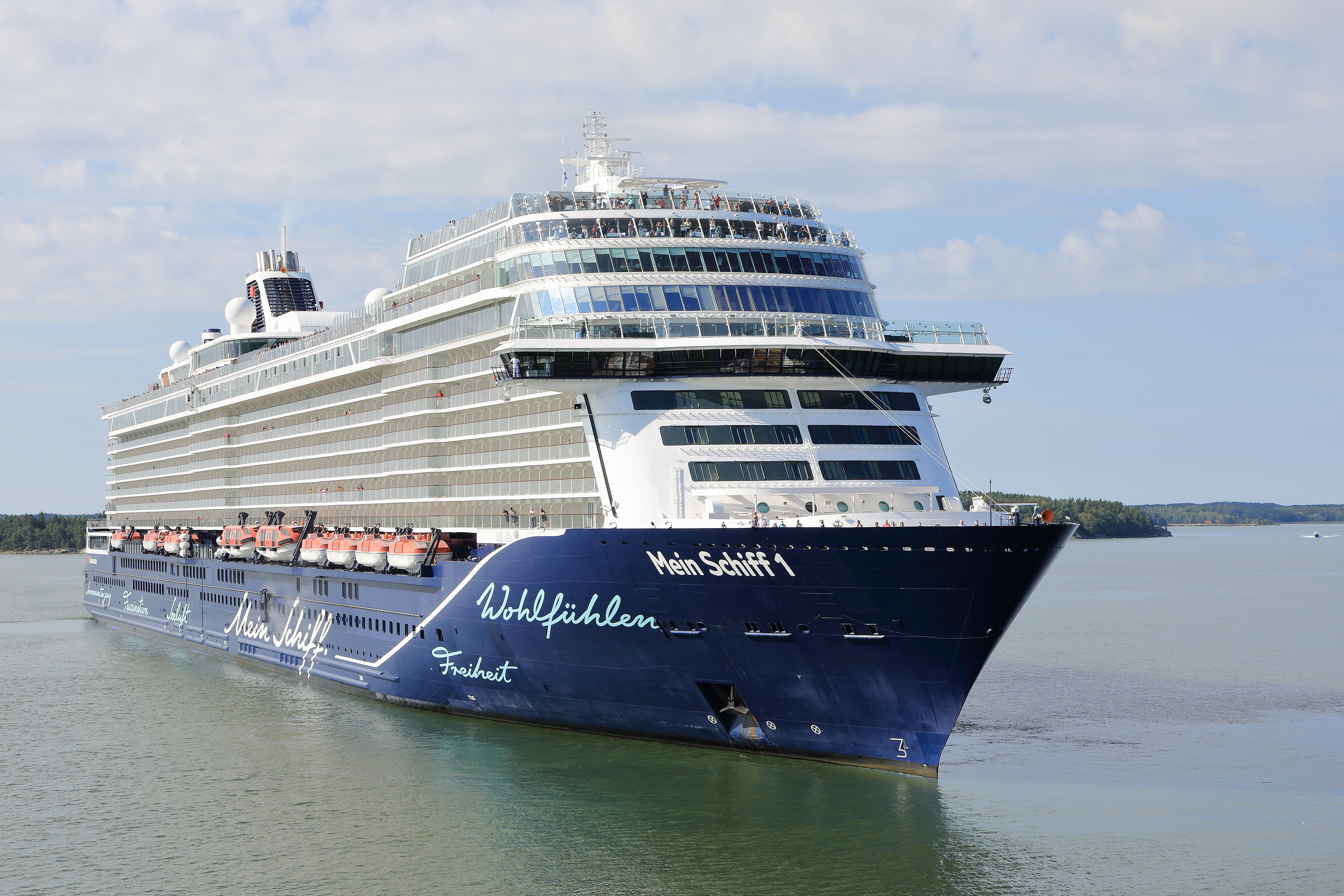
Der fünfte Neubau der Reederei, die neue Mein Schiff 1

TUI Cruises ist eine deutsche Kreuzfahrtgesellschaft mit Sitz in Hamburg. Das im April 2008 gegründete Unternehmen ist ein Joint Venture der TUI AG und der Royal Caribbean Cruises Ltd., der zweitgrößten Kreuzfahrtgesellschaft der Welt und ist Eigentümer der Kreuzfahrtmarken TUI Cruises/Mein Schiff und Hapag-Lloyd Cruises. 
Das erste Schiff der Flotte war die im Mai 2009 erworbene Mein Schiff, die zuvor zu Celebrity Cruises gehörte. Das zweite Schiff war ebenfalls ein Erwerb und hieß Mein Schiff 2 und nahm im Mai 2011 seine Fahrt auf. Seit 2014 übernahm TUI Cruises sieben Neubauten von der Schiffbaugesellschaft STX Finland und deren Nachfolger Meyer Turku. Bis 2026 sollen zwei weitere Neubauten von Fincantieri in Dienst gestellt werden.

## Unternehmen

### Geschichte
Geschäftsführer sind Wybcke Meier (Vorsitzende) und Frank Kuhlmann. TUI Cruises wollte nach der Gründung nicht die zum Neubau eines Schiffes notwendigen drei Jahre bis zum Eintritt in den Markt warten, weshalb das Unternehmen von der Reederei Celebrity Cruises, ebenfalls eine Tochter von Royal Caribbean Cruises Ltd., das Kreuzfahrtschiff Celebrity Galaxy kaufte und in Mein Schiff (in den Anfangsjahren noch ohne Nummer) umbenannte. Auch Mein Schiff 2, die frühere Celebrity Mercury, stammt aus der Flotte von Celebrity Cruises, sie wurde Anfang 2011 für 50 Millionen Euro umgebaut. Das Angebot von TUI Cruises positioniert sich im Segment der Premiumfahrten zwischen Club- und traditioneller Kreuzfahrt als 4½-Sterne-Produkt.
Im Sommer 2017 stieg TUI Cruises ins Chartergeschäft ein. Hierzu wurde die Splendour of the Seas von Royal Caribbean übernommen und an die TUI-Tochter Thomson Cruises verchartert, um in Großbritannien vermarktet zu werden. Dies sei der Beginn der Internationalisierung von TUI Cruises, welche auch in anderen Märkten aktiv werden wollen. Des Weiteren wurden auch die Mein Schiff 1 und Mein Schiff 2 in den Jahren 2018 und 2019 durch Neubauten ersetzt. Die Mein Schiff 1 und die Mein Schiff 2 wechselten zu Marella Cruises.
Im Februar 2020 erwarb TUI Cruises von TUI die Marke Hapag-Lloyd Cruises, die im Expeditions- und Luxuskreuzfahrtgeschäft tätig ist. Hapag-Lloyd Cruises, die zuvor ein rechtlich selbständige Tochtergesellschaft war, wurde daraufhin auf TUI Cruises verschmolzen.

### Besteuerung und Mitarbeiter
TUI Cruises ließ seine Schiffe in das maltesische Schiffsregister eintragen.  
Die Mitarbeiter in der Hamburger Unternehmenszentrale arbeiten in den Bereichen Schiffsoperations und Guest Service, Vertrieb, Sales, Marketing, Communications, Controlling und Finanzen sowie Auslastungssteuerung. Der Entertainmentbereich von TUI Cruises ist in Berlin angesiedelt. Auf der Mein Schiff 3 bis Mein Schiff 6 und der Mein Schiff 7 arbeiten jeweils rund 1000 Besatzungsmitglieder. An Bord der Mein Schiff 1 und Mein Schiff 2 arbeiten jeweils ca. 1100 Personen, womit insgesamt etwa 7200 Besatzungsmitglieder durchgehend für TUI Cruises im Einsatz sind.
Deutsches Arbeitsrecht, etwa der Mindestlohn, gilt für die Beschäftigten nicht – die Löhne und Gehälter liegen nach Angaben der Dienstleistungsgewerkschaft ver.di weit unter mitteleuropäischen Standards. Einige Angestellte der untersten Gehaltsstufe, etwa eine Wäschereihilfe, kämen auf einen Stundensatz von weniger als 2,40 Euro. Ein Kabinen-Steward verdient immer noch weniger als das doppelte. Während die TUI-Pressestelle in einem Spiegel-Online-Artikel argumentierte, dass etwa durch das Leben und Arbeiten an Bord kaum Nebenkosten entstünden, bewertet eine Gewerkschaftsvertreterin die Arbeitssituation wie folgt:

„Die enormen Gewinnspannen in der Kreuzfahrtindustrie werden nicht zuletzt durch Lohn- und Sozialdumping der Beschäftigten ermöglicht. Weltweit beobachten wir in der Kreuzfahrtbranche immer wieder eklatante Entgeltbedingungen fernab von einem akzeptablen Mindestmaß. Das betrifft vor allem niedrigqualifizierte Beschäftigte im Bereich Hotel und Catering.“

### Umweltschutz
Alle TUI-Schiffe fahren mit dem Schweröltreibstoff Bunker C (DIN ISO 8217 mit Destillaten). Der NABU erwähnte 2018 positiv, dass TUI Cruises und Hapag-Lloyd Cruises bei den jüngeren Schiffen Stickoxid-Katalysatoren einsetzten und für die Versorgung mit Landstrom während des Hafenbetriebs zumindest gerüstet sind. Partikelfilter zur Senkung der besonders gesundheitsschädlichen Rußpartikel habe kein TUI-Schiff.
TUI Cruises ist seit 2010 Mitglied von Futouris e. V., einem gemeinnützigen Verein, der als Nachhaltigkeitsinitiative der Tourismusbranche agiert. Im Wesentlichen plant TUI Cruises, mittels der Nachhaltigkeitsinitiative Umweltschutzprojekte zu fördern. So unterstützt TUI Cruises u. a. seit Mai 2013 die gemeinnützige SECORE Foundation beim Korallenschutz.
2024 schwächten TUI Cruises und AIDA Cruises ihre erst 2021 gesetzten Klimaschutzziele ab und gaben bekannt, die Klimaneutralität statt 2040 erst 2050 anstreben zu wollen.

### Neubauten

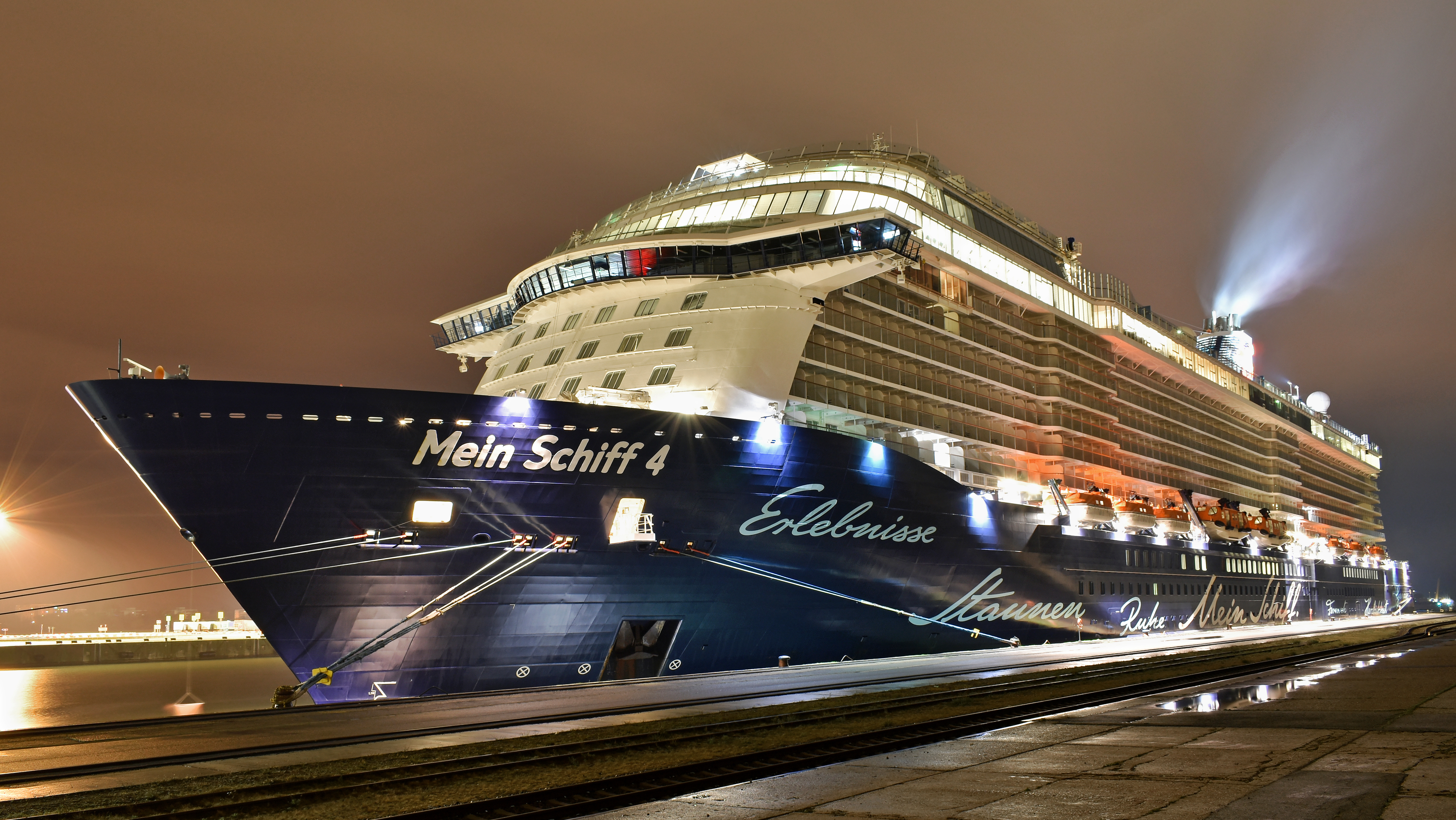
Die Mein Schiff 4 im Rostocker Überseehafen

Am 27. September 2011 gab TUI Cruises bekannt, dass die finnische Werft STX Finland einen Auftrag zum Neubau eines weiteren Kreuzfahrtschiffes, der Mein Schiff 3, erhielt. Das 295 Meter lange Schiff hat 1253 Kabinen. 82 % der Kabinen verfügen über Balkon oder Veranda, das Mitarbeiter/Gäste-Verhältnis entspricht dem der anderen Schiffe der Flotte. Sie wurde 2014 in Dienst gestellt. Das erste Schwesterschiff, die Mein Schiff 4, wurde im Herbst 2012 bestellt und im Mai 2015 in Dienst gestellt. Anfang August 2014 wurden die Mein Schiff 5 und Mein Schiff 6 bei der Werft Meyer Turku Shipyard Oy, vormals STX Finland, unter Vorbehalt bestellt, die 2016 und 2017 abgeliefert wurden. Alle vier Neubauten sind baugleich.
Zeitgleich mit der Bestellung der Mein Schiff 5 und Mein Schiff 6 im September 2014 wurde eine Option über zwei weitere Schiffe vereinbart, die im Juli 2015 in eine Festbestellung umgewandelt wurde. Zunächst sollten diese Neubauten die Namen Mein Schiff 7 und Mein Schiff 8 erhalten, da diese Neubauten jedoch die bisherige Mein Schiff 1 und Mein Schiff 2 ersetzen sollen, die für einen Verkauf an Thomson Cruises vorgesehen waren, wurde entschieden, dass die Neubauten die Namen Mein Schiff 1 und Mein Schiff 2 erhalten werden. Die Schiffe wurden 2018 und 2019 abgeliefert. Im Februar 2018 wurde ein weiterer Neubau, die Mein Schiff 7, mit Ablieferung 2023 bestellt. In Zusammenhang mit der COVID-19-Pandemie wurde die Ablieferung auf 2024 verschoben. Die drei baugleichen Neubauten sind größer als die ersten vier Neubauten und etwa 20 Meter länger.
Im Juli 2018 wurden zwei mit LNG betriebene, mit 161.000 BRZ vermessene Neubauten bei Fincantieri mit Ablieferung 2024[veraltet] und 2026 bestellt. Der Name des ersten Schiffes dieser Intuition-Klasse (Eigenschreibweise: InTUItion-Klasse) wurde am 16. Oktober 2023 mit Mein Schiff Relax bekanntgegeben.

## Flotte von TUI Cruises /Mein Schiff

### In Dienst
| Name              | Bild | Baujahr | Vermessung  | Flagge | Besatzung | Kabinen | Bauwerft                         | Status / Verbleib                      | Status / Verbleib |
| ----------------- | ---- | ------- | ----------- | ------ | --------- | ------- | -------------------------------- | -------------------------------------- | ----------------- |
| Mein Schiff 3     |      | 2014    | 99.526 BRZ  | Malta  | ca. 1000  | 1253    | STX Finland, Turku, Finnland     | in Fahrt erster Neubau der Reederei    |                   |
| Mein Schiff 4     |      | 2015    | 99.526 BRZ  | Malta  | ca. 1000  | 1253    | Meyer Turku Oy, Turku, Finnland  | in Fahrt zweiter Neubau der Reederei   |                   |
| Mein Schiff 5     |      | 2016    | 98.785 BRZ  | Malta  | ca. 1000  | 1267    | Meyer Turku Oy, Turku, Finnland  | in Fahrt dritter Neubau der Reederei   |                   |
| Mein Schiff 6     |      | 2017    | 98.811 BRZ  | Malta  | ca. 1000  | 1267    | Meyer Turku Oy, Turku, Finnland  | in Fahrt vierter Neubau der Reederei   |                   |
| Mein Schiff 1     |      | 2018    | 111.554 BRZ | Malta  | ca. 1100  | 1447    | Meyer Turku Oy, Turku, Finnland  | in Fahrt fünfter Neubau der Reederei   |                   |
| Mein Schiff 2     |      | 2019    | 111.554 BRZ | Malta  | ca. 1100  | 1447    | Meyer Turku Oy, Turku, Finnland  | in Fahrt sechster Neubau der Reederei  |                   |
| Mein Schiff 7     |      | 2024    | 112.982 BRZ | Malta  | ca. 1000  | 1461    | Meyer Turku Oy, Turku, Finnland  | in Fahrt siebenter Neubau der Reederei |                   |
| Mein Schiff Relax |      | 2025    | 158.640 BRZ | Malta  | ca. 1535  | 1945    | Fincantieri, Monfalcone, Italien | in Fahrt achter Neubau der Reederei    |                   |

### Neubauten
| Name             | Bild | Baujahr | Vermessung      | Besatzung | Kabinen | Bauwerft                         | Status / Verbleib           | Status / Verbleib |
| ---------------- | ---- | ------- | --------------- | --------- | ------- | -------------------------------- | --------------------------- | ----------------- |
| Mein Schiff Flow |      | 2026    | ca. 161.000 BRZ |           |         | Fincantieri, Monfalcone, Italien | neunter Neubau der Reederei |                   |

| methanolfähig     |
| Flüssiggasantrieb |

## Ehemalige Schiffe
| Name          | Bild | Baujahr | Vermessung | Besatzung | Kabinen | Bauwerft               | Status / Verbleib |
| ------------- | ---- | ------- | ---------- | --------- | ------- | ---------------------- | --- |
| Mein Schiff 1 |      | 1996    | 77.713 BRZ | ca. 780   | 962     | Meyer Werft, Papenburg | 1996–2009 Galaxy bzw. Celebrity Galaxy bei Celebrity Cruises Nach Umbau 2009 Mein Schiff bei TUI Cruises, ab 2010 als Mein Schiff 1. 2018 an Marella Cruises abgegeben und in Marella Explorer umbenannt.       |
| Mein Schiff 2 |      | 1997    | 77.302 BRZ | 780       | 956     | Meyer Werft, Papenburg | 1997–2011 Mercury, bzw. Celebrity Mercury bei Celebrity Cruises Nach Umbau ab 2011 Mein Schiff 2 bei TUI Cruises, ab 2019 Mein Schiff Herz. 2023 an Marella Cruises abgegeben und in Marella Voyager umbenannt. |

## Kritik
Im Dezember 2011 verlieh der Naturschutzbund Deutschland (NABU) dem Präsidenten von TUI Cruises, Richard Vogel, und Michael Thamm von AIDA Cruises den Negativpreis Dinosaurier des Jahres.

„Ihre angeblich ‚Weißen Flotten‘ sind in Wahrheit dreckige Rußschleudern, denn die Kreuzfahrtschiffe fahren auf hoher See immer noch mit giftigem Schweröl. Damit stößt ein einziger Ozeanriese auf einer Kreuzfahrt so viele Schadstoffe aus wie fünf Millionen Pkw auf der gleichen Strecke. Die Gefahren für die Umwelt und die Gesundheit der Menschen ließen sich leicht vermeiden, aber aus Profitgier verweigern die deutschen Reeder bislang die Verwendung von Schiffsdiesel und den Einbau von Abgastechnik wie etwa Rußpartikelfilter.“

Der Schiffstechnikexperte Holger Watter der Hochschule Flensburg warf dem NABU falsche Berechnungen vor.

„Ein modernes Kreuzfahrtschiff verbraucht pro Kopf der beförderten Personen höchstens ein Drittel der Energie eines Kleinwagens. Die Nabu-Thesen sind falsch und einseitig. Offenbar geht es den Umweltschützern eher um eine Kampagne als eine fundierte sachliche Analyse und Bewertung. Hier wurden wieder einmal Äpfel mit Birnen verglichen, sprich ein rund um die Uhr fahrendes Schiff, das 2600 Passagiere befördert, mit einem parkenden Auto.“

Ein Nabu-Experte räumte Schwachstellen in der Argumentation der Organisation ein.
Tierschützer kritisierten 2017 TUI Cruises wegen ihrer Anlandungen auf den Färöern, wo alljährlich Hunderte von Grindwalen und andere Delfinarten bei Treibjagden in öffentlichen Strandbereichen, zu denen auch Anlandungshäfen von Mein Schiff gehören, blutig getötet werden. TUI Cruises entschied sich, die Färöer ab 2019 nicht mehr anzufahren.
Die Kreuzfahrtunternehmen TUI Cruises und Aida verabschiedeten sich 2024 vom 2021 gesetzten Ziel der für 2040 angekündigten Klimaneutralität. Die Unternehmen verschoben sie auf 2050, wenn sie von der
Internationalen Seeschifffahrts-Organisation dazu verpflichtet sind.